# Rheinische Automobil-Fabrik, Henning Thorndal
Die Rheinische Automobil-Fabrik, Henning Thorndal aus Ludwigshafen am Rhein war ein deutscher Automobilhersteller. Der Markenname lautete Champion.

## Unternehmensgeschichte
Das Unternehmen übernahm Mitte 1954 die Rheinische Automobil-Fabrik, Hennhöfer & Co. OHG und führte die Produktion fort. Im November wurde die Produktion nach etwa 300 hergestellten Exemplaren eingestellt mit dem Plan, im Februar 1955 fortgeführt zu werden. Doch dazu kam es nicht. Thorndal verschwand mit 6 Millionen DM Schulden. Der Konkursverwalter verkaufte im Juni 1955 für etwa 300.000 Mark alle Rechte, Montageeinrichtungen, Werkzeuge und Lagervorräte an Maico aus Pfäffingen.

## Modelle
Die bisherigen Modelle Champion 400 H und Champion 500 G wurden weiter hergestellt. Im Oktober 1954 wurde der Prototyp eines viersitzigen Fahrzeugs mit Frontmotor und Frontantrieb vorgestellt, der aber nicht mehr in die Serienproduktion gelangte.